# Le Fantôme du Bengale
Pour plus de détails, voir Fiche technique et Distribution.
Le Fantôme du Bengale (The Phantom) est un film d'action américain réalisé par Simon Wincer d'après la bande dessinée Le Fantôme de Lee Falk (créateur de Mandrake le magicien) et sorti en 1996.
Le film se déroule dans les années 1930. Dans la forêt de Bengalla, un justicier masqué, le Fantôme, fait régner la justice et la paix. Un jour, il apprend qu'un richissime collectionneur corrompu, Xander Drax, cherche à obtenir trois mystérieux crânes, qui, une fois réunis, lui conféreront d'immenses pouvoirs. Avec l'aide d'une journaliste, Diana Palmer, le Fantôme agit pour que Xander Drax n'arrive pas à ses fins.
Le film est considéré comme culte.

## Synopsis
Au début du XVIe siècle, un jeune garçon voit, impuissant, son père se faire tuer par Kabai Sengh, le chef pirate impitoyable de la Confrérie Sengh, qui a attaqué leur navire. Le garçon saute par-dessus bord et s'échoue sur Bengalla, une île où des membres de la tribu locale le trouvent et l'emmènent dans leur village. Là, il reçoit l'anneau du crâne, jure de consacrer sa vie à la destruction de la piraterie, de la cupidité, de la cruauté et de l'injustice, et à l'âge adulte, adopte l'identité du Fantôme, un vengeur masqué. Le rôle du Fantôme est transmis de père en fils pendant 400 ans, amenant les gens à croire en une seule figure immortelle.
En 1938, Kit Walker, le 21e Fantôme, trouve Quill à la tête d'un groupe de pilleurs de tombes dans la jungle. Ils recherchent un lieu de sépulture pour l'un des crânes de Touganda, qui confère à son propriétaire un pouvoir extrêmement destructeur. Le Fantôme sauve le garçon indigène qu'ils ont kidnappé pour être leur guide et capture les hommes de Quill, les laissant à la patrouille de la jungle pour qu'ils les récupèrent. Révélé être un membre de la Confrérie Sengh et l'homme qui a tué le père de Kit - dont le fantôme apparaît fréquemment pour donner des conseils à Kit - Quill s'enfuit avec le Crâne et retourne aux États-Unis.
À New York, l'ex-petite amie de Kit à l'université, Diana Palmer, est une grande voyageuse dont l'oncle, Dave Palmer, est le célèbre propriétaire du journal World Tribune. Le journal a enquêté sur l'homme d'affaires avide de pouvoir Xander Drax, un personnage louche réputé pour ses relations avec les criminels. Palmer a découvert le lien de Drax avec un mystérieux symbole de toile d'araignée, qu'il fait remonter à la jungle de Bengalla. Il envoie Diana enquêter mais commet l'erreur d'informer le commissaire de police corrompu de New York, qui est allié à Drax, du voyage de Diana. Les femmes pirates de l'air de Drax dirigées par la femme fatale, Sala, détournent l'avion; Diana est enlevée et emmenée à leur base au bord de l'eau à Bengalla. Ayant été informé de l'enlèvement de Diana par le capitaine de la Jungle Patrol, Phillip Horton, le Fantôme la sauve et s'échappe de Quill et de ses hommes vers son quartier général, la Cave du Crâne.
À New York, maintenant en civil, Kit rencontre David Palmer au World Tribune et y retrouve Diana, qui a des sentiments mitigés à son sujet depuis sa disparition soudaine plusieurs années auparavant. Le futur mari de Diana, Jimmy Wells, mentionne qu'il avait vu l'un des crânes au Musée d'histoire mondiale, alors Kit et Diana se dépêchent d'y aller. Drax et ses hommes les capturent, volent le deuxième crâne et l'unissent au premier, révélant l'emplacement du troisième crâne sur une île inexplorée de la mer d'Andaman, connue sous le nom de Vortex du Diable. Kit parvient à s'échapper et, en tant que Fantôme, échappe à la police à l'extérieur du musée. Pendant ce temps, après que Sala a révélé que Diana est la petite amie du Fantôme, elle emmène Drax, Quill et Diana au Vortex du Diable, ne sachant pas que le Fantôme a réussi à faire du stop sur l'un des pontons d'atterrissage de l'avion.
Sur l'île, Drax rencontre le pirate Kabai Sengh, descendant direct du chef d'origine de la Confrérie, qui possède le troisième Crâne. Sengh avertit Drax de l'existence du quatrième crâne, qui contrôle le pouvoir des trois autres. Le Fantôme apparaît et combat les deux hommes, avec Kabai Sengh tué par des requins, et Diana et Sala coopèrent pour vaincre les autres méchants. Drax unit les trois Crânes et retourne leur pouvoir contre le Fantôme ; Quill est accidentellement touché et désintégré dans le processus. Le Fantôme utilise le quatrième crâne - son propre anneau magique - pour retourner le pouvoir des crânes contre eux, les détruisant ainsi que Drax dans une puissante explosion. Alors que l'énergie provoque une éruption volcanique, le Fantôme s'échappe de justesse avec Diana et Sala.
De retour à Bengalla, Diana révèle au Fantôme qu'elle a découvert son identité secrète. Kit retire alors son masque, lui disant qu'il ne peut divulguer tous ses secrets qu'à une seule personne, la femme qu'il a l'intention d'épouser, mais elle repart pour New York. Le père de Kit déplore l'échec de son fils à poursuivre Diana mais déclare qu'elle retournera dans la jungle du Fantôme un jour.

## Fiche technique
- Titre : Le Fantôme du Bengale
- Titre original : The Phantom
- Réalisation : Simon Wincer
- Scénario : Jeffrey Boam d'après les personnages de Lee Falk.
- Musique : David Newman
- Photographie : David Burr
- Montage : O Nicholas Brown
- Décors : Paul Peters
- Costumes : Marlene Stewart
- Production : Alan Ladd, Jr. et Robert Evans
- Société de production : Paramount Pictures
- Budget : 45 millions $
- Pays de production : États-Unis
- Langue : anglais
- Format : Couleurs - 2.35:1 - DTS, Dolby Digital - 35 mm
- Genre : Action, aventure
- Durée : 100 minutes
- Dates de sortie : 
  - États-Unis : 7 juin 1996
  - France : 25 décembre 1996

## Distribution
- Billy Zane (VF : Guillaume Orsat ; VQ : Daniel Picard)  : Kit Walker/le Fantôme
- Treat Williams (VF : Guy Chapellier) : Xander Drax
- Kristy Swanson (VF : Marjorie Frantz) : Diana Palmer
- Catherine Zeta-Jones (VF : Juliette Degenne ; VQ : Marie-Andrée Corneille) : Sala
- James Remar : Quill
- Patrick McGoohan (VF : Jean Negroni) : M. Walker, le père de Kit et 20e Fantôme
- Radmar Agana Jao : Guran
- Robert Coleby : Capitaine Philip Horton
- Cary-Hiroyuki Tagawa : Grand Kabai Sengh
- Bill Smitrovich : Dave Palmer
- Casey Siemaszko (VF : Denis Boileau) : Morgan
- David Proval : Charlie Zephro
- Joseph Ragno : Ray Zephro
- Al Ruscio : Commissaire de police Farley
- Samantha Eggar : Lily Palmer
- Jon Tenney : Jimmy Wells
- John Capodice (VQ : Yves Massicotte) : Al, le chauffeur de taxi

## Autour du film
- Le titre du film en version originale est The Phantom, les distributeurs français ont repris le titre de la série également traduit par Le Fantôme du Bengale[2] venant d'une traduction approximative de Bengalla, la région mystérieuse en Afrique où se situe le repaire du fantôme, en Bengale.

## Un projet avorté
Billy Zane s'était initialement inscrit pour faire deux suites, mais celles-ci n'ont pas été réalisées en raison de la vente décevante des billets pour The Phantom dans les salles.
En 2008, Paramount Pictures envisageait de créer une suite à The Phantom, avec Zane, Swanson et Zeta-Jones revenant dans leurs rôles. Au lieu de cela, une nouvelle version du Phantom était en préparation, titrée The Phantom: Legacy, qui serait produite par Bruce Sherlock (qui était également producteur exécutif de The Phantom) et écrite par Tim Boyle. Sam Worthington était envisagé pour le rôle-titre. En 2014, les plans pour ce film ont également échoué et le producteur Mark Gordon était plutôt attaché à une autre reprise de Phantom.

## Suite
Une suite plutôt inégale a été tournée en 2009 et présentée comme une mini-série canado-américaine en 180 minutes, The Phantom ou en français Phantom, le masque de l'ombre réalisée par Paolo Barzman, avec Ryan Carnes dans le rôle-titre, Sandrine Holt qui joue Guran, etc. Mais si le personnage est toujours identifié au Fantôme, son costume n'a cependant plus rien à voir avec l'original qui était resté fidèle à celui de la bande dessinée. Et malgré la présence de stars comme Isabella Rossellini, cette suite est considérée comme une série B par les fans du film originel.